# موزه هنرهای معاصر فورت ورث

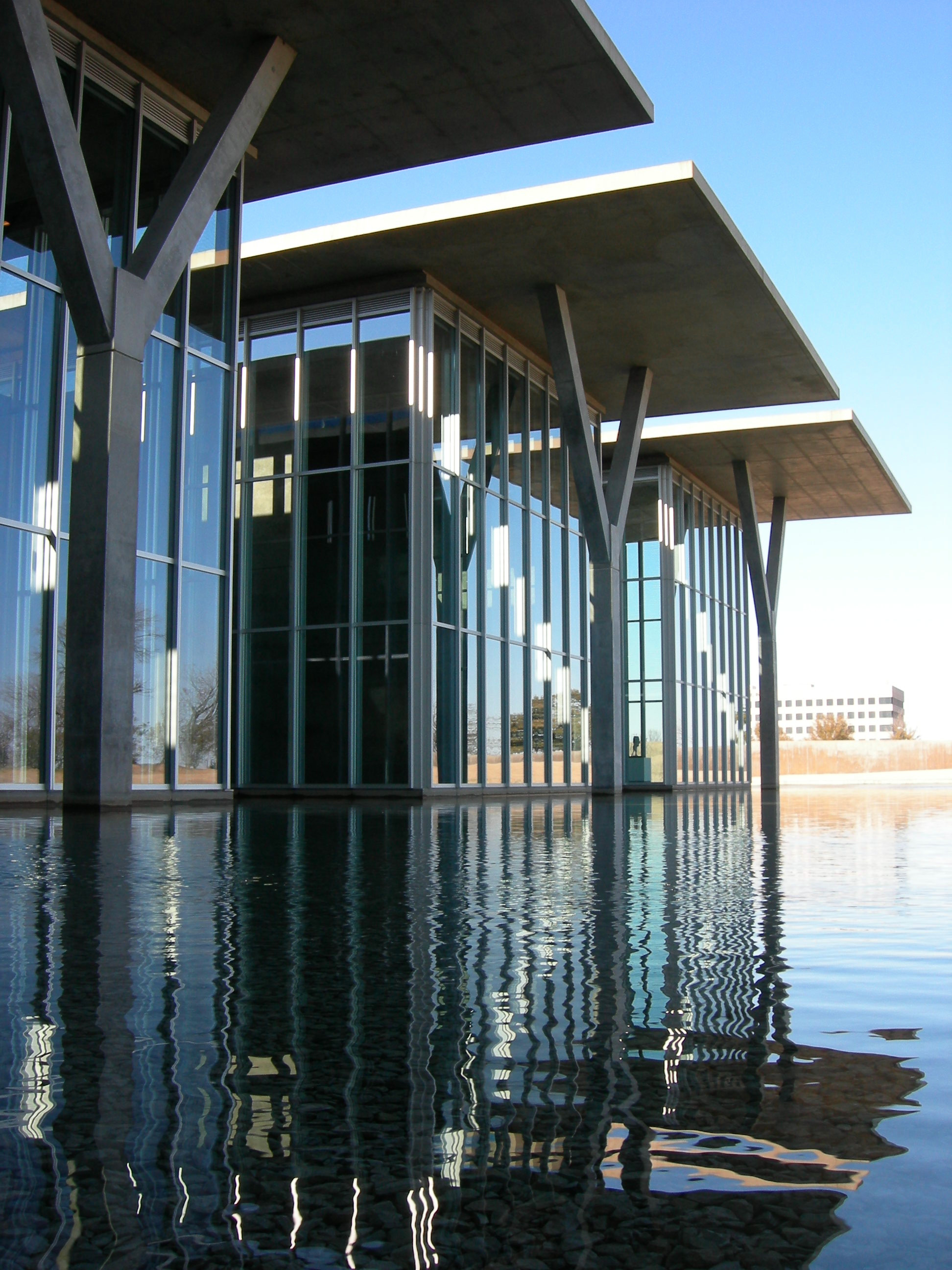

موزه هنرهای معاصر فورت وورث (به انگلیسی: Fort Worth Museum of Modern Art) یکی از موزه‌های مشهور ایالات متحده آمریکاست.
این موزه در شهر فورت وورث در تگزاس قرار دارد و توسط استاد بزرگ معماری تادائو آندو طراحی گردیده است.

## نگارخانه

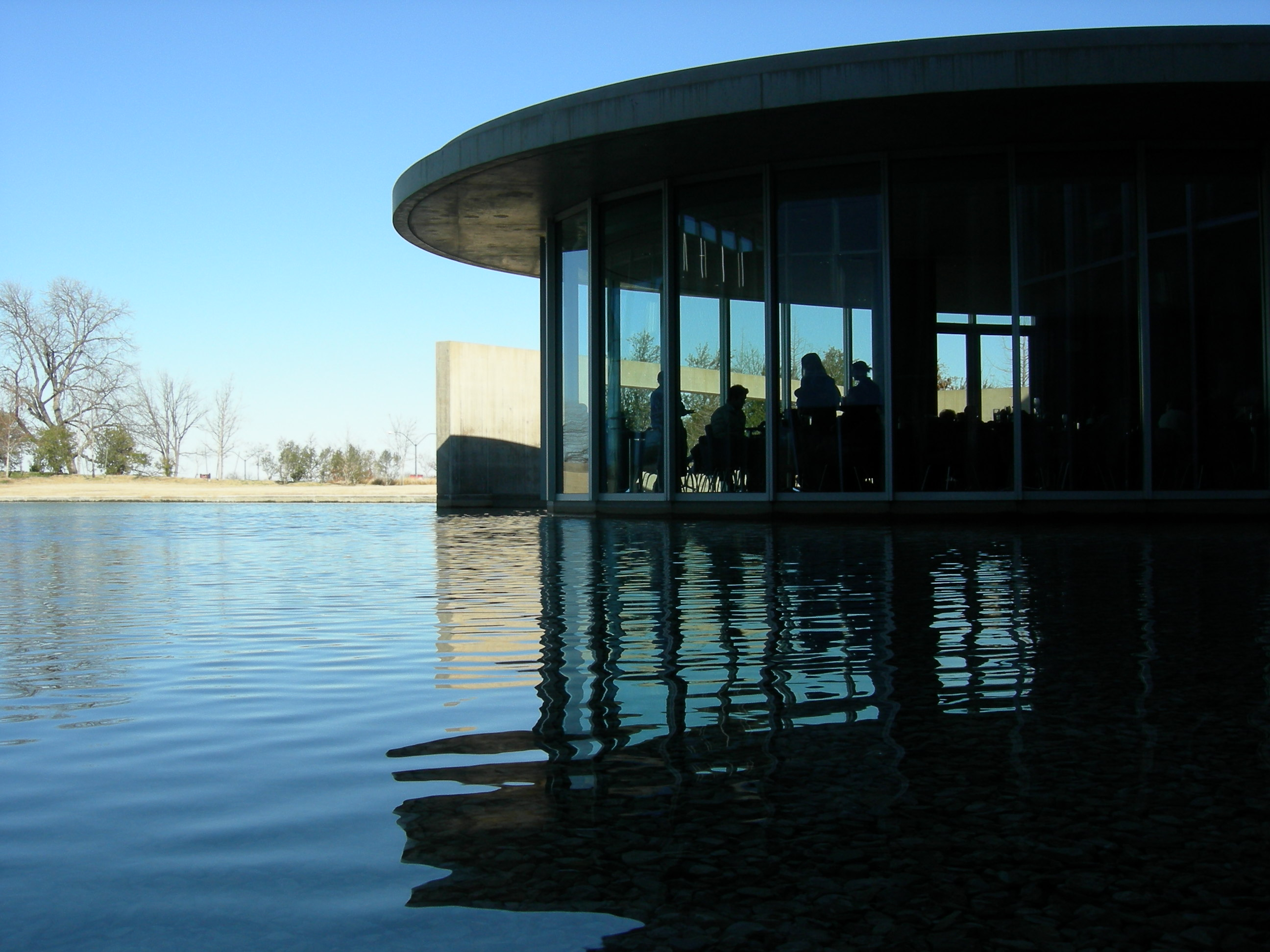

## وب‌گاه رسمی
- Modern Art Museum of Fort Worth